# Tridactyle lisowskii
Tridactyle lisowskii là một loài thực vật có hoa trong họ Lan. Loài này được (Szlach.) Szlach. & Olszewski mô tả khoa học đầu tiên năm 2001.